# Michael Gregoritsch
Michael Gregoritsch (ur. 18 kwietnia 1994 w Grazu) – austriacki piłkarz występujący na pozycji napastnika w niemieckim klubie SC Freiburg oraz w reprezentacji Austrii.

## Życiorys
W czasach juniorskich trenował w Grazer AK i Kapfenberger SV. W latach 2010–2011 grał w seniorskiej drużynie tego drugiego, prowadzonej przez Wernera Gregoritscha, prywatnie swojego ojca. 14 kwietnia 2010, w wieku 15 lat i 11 miesięcy, zdobył swojego debiutanckiego gola w lidze. Uczyniło go to najmłodszym strzelcem w historii ligi. 1 lipca 2011 został zawodnikiem niemieckiego TSG 1899 Hoffenheim, jednak od razu został wypożyczony do poprzedniego klubu. W kolejnych sezonach przebywał na wypożyczeniach kolejno w hamburskim FC St. Pauli i VfL Bochum. Po zakończeniu sezonu 2014/2015 został wykupiony przez Bochum za 500 tysięcy euro, aczkolwiek trzy tygodnie później odszedł za 3 miliony euro do Hamburgera SV. W barwach HSV zadebiutował w Bundeslidze – miało to miejsce 14 sierpnia 2015 w przegranym 0:5 meczu z Bayernem Monachium. 4 lipca 2017 został piłkarzem bawarskiego FC Augsburg.
W pierwszym sezonie w barwach Augsburga zdobył 13 bramek w 32 spotkaniach ligowych. W kolejnych sezonach nie zbliżał się już jednak do tego wyniku i 23 grudnia 2019 roku został wypożyczony do końca sezonu do FC Schalke 04. 17 stycznia 2020 roku zadebiutował w nowych barwach zdobywając bramkę w spotkaniu przeciwko Borussii Mönchengladbach. Po zakończeniu sezonu powrócił do Augsburga.
W reprezentacji Austrii zadebiutował 5 września 2016 w wygranym 2:1 spotkaniu z Gruzją. Grał w nim od 77. minuty, gdy zastąpił Marka Janko.